# Minna Herm
Minna Herm, genannt Mia Herm, geborene Thiele (* 30. März 1906 in Deetz, Kreis Zauch-Belzig; † 7. April 1993 in Brandenburg an der Havel), war eine deutsche Arbeiterin, Kommunistin und antifaschistische Widerstandskämpferin. In der Nachkriegszeit wirkte sie als Politikerin der SED und gehörte ab 1946 zu den ersten weiblichen Landtagsabgeordneten im Land Brandenburg.

## Leben und Wirken
Mia Herms Vater war Tischler, die Mutter Landarbeiterin. Sie hatte fünf Geschwister. Nach der Volksschule, im Alter von nur 13 Jahren, war sie als Dienstmädchen in einem Arzthaushalt in Brandenburg tätig. Von 1920 bis 1923 war sie Arbeiterin im Brennabor-Automobilwerk in Brandenburg. In den Jahren 1923 bis 1924 arbeitete sie als Dienstmädchen bei Hauptmann Daude in Götz, anschließend bei Mix & Genest in Brandenburg, danach in der Spielzeugfabrik O. Wiederholz, der Kammgarnspinnerei und der Packerei der Textilfabrik Kummerlé. 1922, erst siebzehnjährig, wurde Mia Herm Mitglied der Gewerkschaft, 1923 auch im kommunistischen Jugendverband und bei den Naturfreunden. 1926 trat sie dem Roten Frauen und Mädchenbund bei, der Schwesterorganisation des Roten Frontkämpferbundes, und war dort Mitglied bis zu dessen Verbot im Jahr 1929. Dort lernte sie auch ihren späteren Mann Max Herm kennen. Nach ihrer Heirat gab sie zunächst die eigene Erwerbstätigkeit auf und engagierte sich stärker in der politischen Arbeit. Am 14. Januar 1928 wurde der gemeinsame Sohn Günter Herm geboren.
1929, nach dem Verbot des Roten Frontkämpferbundes, trat sie in die KPD ein. Sie besuchte die Bezirksparteischule der KPD Brandenburg in Liebersee und Lehrgänge in Berlin. 1932 wurde sie zum Studium an die Internationale Leninschule der Kommunistischen Internationale nach Moskau delegiert, die sie unter dem Decknamen „Minna Galgen“ bis 1934 besuchte. Ihre Rückkehr verzögerte sich aufgrund der Machtergreifung der Nationalsozialisten. Ab 1934 arbeitete sie illegal in den Bezirksleitungen der KPD in Halle-Merseburg und in Magdeburg. Zusammen mit einem weiteren Genossen druckte sie die Zeitschriften Tribüne und Krupp-Prolet, für deren Verteilung sie darüber hinaus sorgte.

### Haft 1935–1945
Sie wurde am 3. Februar 1935 in Magdeburg von der Gestapo verhaftet, am 2. August 1935 vom Volksgerichtshof wegen Vorbereitung zum Hochverrat zu einem Strafmaß von 15 Jahren Zuchthaus verurteilt und ins Frauenzuchthaus Jauer deportiert. Ihr Ehemann Max war bereits 1933 inhaftiert worden. Ihr Sohn Günter wurde in Pflege zu Mia Herms Schwester gegeben und der Haushalt aufgelöst.
Im Gefängnis wurde Mia Herm zu Tätigkeiten wie Federnschleißen und Tauezupfen abkommandiert. 1941 war sie für die Gefängnisbücherei zuständig. In dieser Zeit lernte sie Elsa Fenske und Eva Lippold kennen und schloss Freundschaft mit einer tschechischen Gefangenen.
Nur unzureichend bekleidet wurden am 18. Januar 1945 die inhaftierten Frauen auf einen Todesmarsch nach Bautzen getrieben, der nach Görlitz, Oslebshausen, Nordenham und schließlich in die Haftanstalt Lübeck-Lauerhof weiterführte. Die Überlebenden dieses Marsches, unter ihnen Mia Herm, wurden am 12. Mai 1945 von britischen Truppen befreit. 

### Nachkriegszeit
Am 19. Dezember 1945 fand sie nach mehr als zwölfjähriger Trennung ihren Mann wieder. Bei der Rückkehr nach Brandenburg an der Havel im Jahr 1945 meldete sie sich bei der KPD zurück und wurde zur Organisationsleiterin des Stadtkreises ernannt. Im Oktober 1945 erkrankte sie jedoch an Typhus, so dass sie diese Stellung wieder aufgeben musste.
Nach dem Krieg, 1946, trat Mia Herm in die SED ein und war in der Kreisleitung tätig. Sie engagierte sich im Kreisvorstand des Demokratischen Frauenbunds Deutschlands. Darüber hinaus wurde sie 1946 in den ersten Brandenburger Landtag gewählt. Damit zählte sie zu den ersten weiblichen Landtagsabgeordneten Brandenburgs: von insgesamt 100 Abgeordneten waren 18 Frauen. Vizepräsidentin des Landtages war in dieser Legislaturperiode Else Bauer.
1949 wurde sie in Brandenburg an der Havel hauptamtliche Stadträtin für Arbeit und Sozialwesen, darüber hinaus Vorsitzende der Parteikontrollkommission der SED und Vorstandsmitglied der Vereinigung der Verfolgten des Naziregimes – Bund der Antifaschistinnen und Antifaschisten, außerdem Stadtverordnete und später Schriftführerin.

## Ehrung
An ihrem 75. Geburtstag, im Jahr 1981, wurde Mia Herm der Karl-Marx-Orden der DDR verliehen.

## Gedenken
Das Stadtmuseum Brandenburg würdigt in der digitalen Sonderausstellung Enttäuschung Hoffnung Sehnsucht auch Leben und politisches Wirken der Familie Herm in Brandenburg.